# Anh đào Rainier

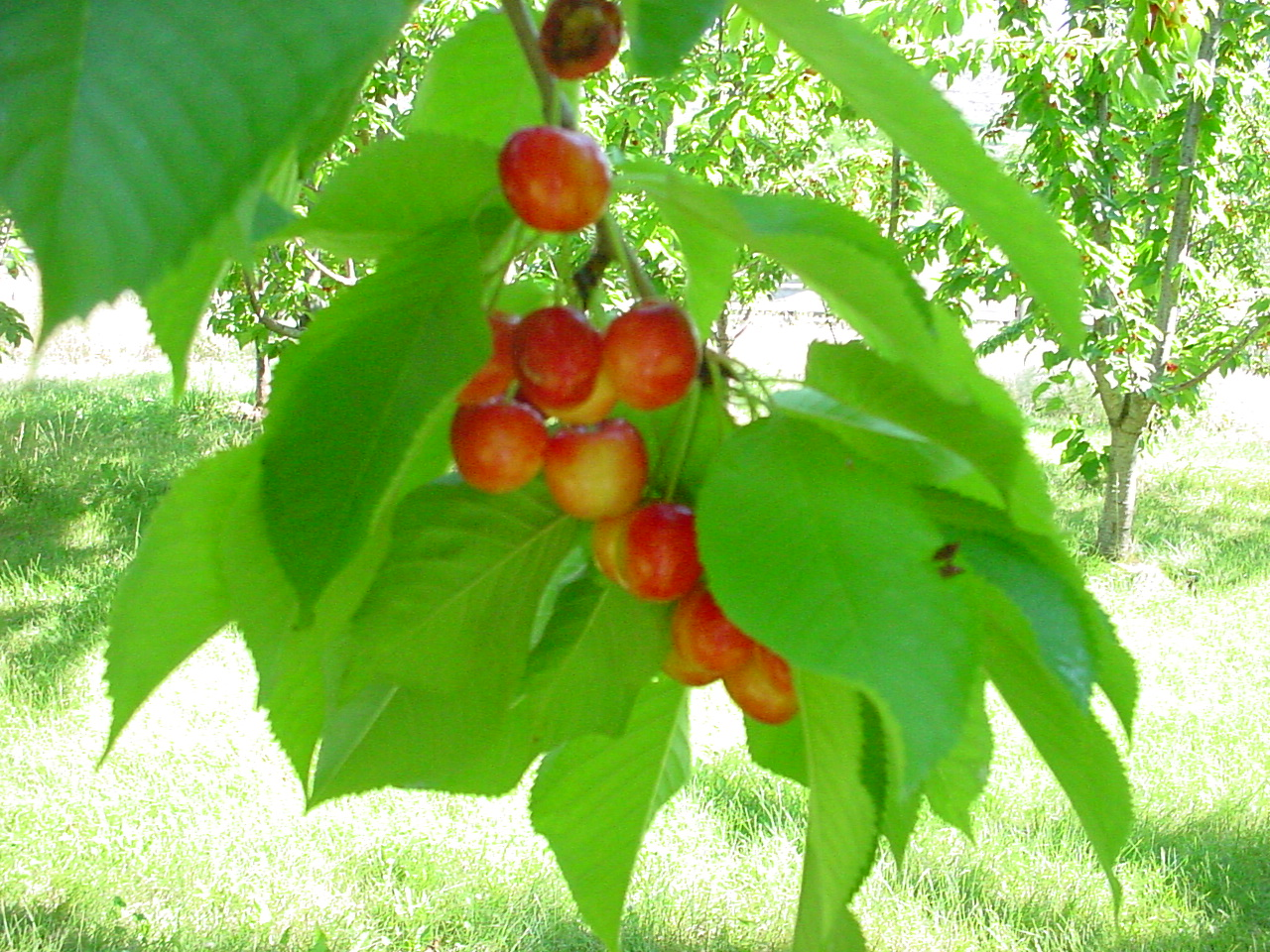
Cành cây anh đào Rainier

Rainier (/reɪˈnɪər/ ray- Neer) là một giống cây trồng của cây anh đào. Nó được phát triển vào năm 1952 tại Đại học bang Washington bởi Harold Fogle và được đặt theo tên của Ngọn núi Rainier. Đó là sự giao thoa giữa các giống cây ' anh đào Bing ' và ' anh đào Van '.
"Rainiers" được coi là một loại anh đào cao cấp. Chúng có hương vị ngọt ngào với lớp vỏ mỏng và thịt dày màu vàng kem. Anh đào rất nhạy cảm với nhiệt độ, gió và mưa. Khoảng 1/3 vụ mùa của vườn anh đào 'Rainier' thường bị chim ăn và phá hoại.

## Thông tin cây
Thân gốc tiêu chuẩn cho anh đào 'Rainier' là anh đào Mazzard, một loại anh đào ngọt hoặc hoang dã được sử dụng làm thân ghép. Khi trưởng thành, 'Rainiers' đạt chiều cao từ 30 đến 35 feet và có thể thích nghi rộng rãi với nhiều loại đất. Cây nên được bố trí hợp lý để cung cấp ánh nắng mặt trời tối đa cho từng nhánh riêng lẻ, đảm bảo quả phát triển hoàn toàn, chín ngọt vào thời điểm thu hoạch. "Rainiers" sẽ cho quả trong vòng 3 đến 5 năm, với thời gian nở hoa vào đầu tháng Tư. Quả có màu vàng nhạt đến vàng cam trung bình, khi nó bắt đầu phát triển sang màu đỏ là lúc sẵn sàng để thu hoạch vào cuối tháng sáu đến đầu tháng bảy. Giống cây trồng 'Rainier' yêu cầu thụ phấn. Các loài thụ phấn điển hình là các giống cây trồng ' Bing ', ' Van ', ' Lapins ', ' Black Tartarian ' và ' Lambert '. 'Rainiers' phát triển tốt nhất ở Vùng USDA 4-9.